# Grupa dyskusyjna
Grupa dyskusyjna – ogólna nazwa wszelkich form dyskusji internetowej przypominających wymianę korespondencji, a nie rozmowy w czasie rzeczywistym. Grupy dyskusyjne przyjmują formę list dyskusyjnych pozwalających na automatyczną wymianę e-maili, grup usenetowych, grup występujących w Fidonecie i forów dyskusyjnych dostępnych przez bramki WWW.

## Podział grup

### Ze względu na ich dostępność
Grupy dyskusyjne ze względu na dostępność można podzielić na:
- zamknięte – tzn. dostępne tylko dla wybranej grupy osób (np: grupy przeznaczone dla pracowników jednej firmy),
- półotwarte – tzn. dostępne dla wszystkich, ale pod pewnymi warunkami, (np. po  udowodnieniu swoich kwalifikacji),
- moderowane – czyli dostępne dla wszystkich, ale wysyłane na nie komunikaty są przed opublikowaniem sprawdzane przez specjalną osobę,
- otwarte dla zarejestrowanych – czyli dostępne dla wszystkich, którzy się do niej zapisali i niecenzurowane,
- całkowicie otwarte – czyli dostępne także dla tych, którzy się do nich nie zapisali.

### Ze względu na stosowaną technologię
- E-mailowe listy dyskusyjne
- Grupy funkcjonujące w hierarchii Usenetu
- Grupy dyskusyjne dostępne przez strony WWW – które są często zwane też forami dyskusyjnymi
- Intranetowe grupy dyskusyjne – dostępne tylko w ramach sieci lokalnej danej instytucji lub firmy.

## Zasady korzystania z grup
W niemal wszystkich grupach dyskusyjnych obowiązują mniej lub bardziej restrykcyjne zasady, za których nieprzestrzeganie można zostać wykluczonym z grupy lub przynajmniej narazić się na swoisty ostracyzm, polegający na ignorowaniu wysyłanych przez siebie komunikatów. Prawie we wszystkich grupach obowiązują ogólne zasady netykiety, które są często uzupełniane o dodatkowe zalecenia zbierane w tzw. FAQ-ach danych grup.
Najbardziej typowe zachowania, które nie są lubiane w grupach, uzyskały swoje nazwy. Są to m.in.:
- spamowanie – czyli wysyłanie masowo niechcianych przez innych komunikatów w rodzaju reklamy, „łańcuszków szczęścia“ itp.,
- trollowanie – czyli celowe rozpoczynanie i następnie podtrzymywanie niepotrzebnych sporów, czynione tylko dla samej radości spierania się,
- flamowanie – czyli niepotrzebne, agresywne reagowanie na spam lub trolling.

Swoistą odmianą grup dyskusyjnych są też listy dystrybucyjne, których zadaniem jest nie tyle umożliwianie dyskusji, co raczej rozsyłanie do grupy subskrybentów e-maili tworzonych przez właściciela takiej listy.